# Anhuma
A anhuma (nome científico: Anhima cornuta), também conhecida como alencó, alicorne, anhima, anhuma-cornuta, Iúna, cametaú, cauintã, cavintau, cavitantau, cuintau, inhaúma, inhuma, licorne, unicorne e unicórnio, é uma ave anseriforme da pequena família Anhimidae. É típica da América do Sul. É a ave-símbolo do estado de Goiás, no Brasil.

## Etimologia
"Anhuma", "anhima", "inhaúma" e "inhuma" são derivados do tupi ña'un, "ave preta". "Alicorne", "licorne", "unicorne" e "unicórnio" derivam do latim unicorne, "um corno", numa referência ao corno em sua cabeça.

## Características
A anhuma tem cerca de sessenta centímetros de altura, oitenta centímetros de comprimento, 1,7 metros de envergadura e pesa em torno de três quilogramas. A plumagem é preta, exceto no ventre, que é branco. A sua característica mais singular é a presença de um espinho córneo e curvo de sete a doze centímetros na cabeça. Possui também dois esporões, uma maior e outro menor, em cada asa. O bico é curto e pardo-escuro, com a ponta esbranquiçada. As pernas são grossas e possuem grandes dedos.
Habita, principalmente, os pantanais e beiras de lagoas e rios com margens florestadas ou com vegetação rasteira. Vive aos casais e em grupos familiares, às vezes em bandos maiores. A sua alimentação básica são plantas flutuantes e gramíneas. Costuma migrar durante a seca, voltando na época chuvosa. Na época do acasalamento, a fêmea põe, em geral, três ovos de cor marrom-olivácea.
Foi reconhecida como extinta no território do estado do Ceará, em 2021.

## Influência naheráldicae natoponímiabrasileira
As anhumas eram aves outrora encontradas aos bandos nas margens do Rio Tietê, o que levou os silvícolas a dar, ao rio, o nome de Anhumby, que significa "rio das anhumas". Por isso, a anhuma aparece no brasão das cidades de Guarulhos e Tietê, no estado de São Paulo. A anhuma ainda nomeia o bairro de Inhaúma, no município do Rio de Janeiro, o município de Cametá, no estado do Pará, cidade de Inhumas, no Estado de Goiás e a cidade Inhuma, no estado do Ceará, além de do município paulista de Anhumas e de um distrito em Piracicaba, em São Paulo. Na cidade de Campinas há o Ribeirão Anhumas também conhecido como Ribeirão das Anhumas. 